# Dennis Joseph Dougherty
Dennis Joseph Dougherty, ameriški duhovnik, škof in kardinal, * 16. avgust 1865, Ashland (Pensilvanija, ZDA), † 31. maj 1951.

## Življenjepis
31. maja 1890 je prejel duhovniško posvečenje.
10. junija 1903 je bil imenovan za škofa Nueva Segovie; škofovsko posvečenje je prejel 14. junija istega leta. Pozneje je bil imenovan še na tri druga škofovska mesta: škofija Jaro (19. aprila 1908 in 21. junija istega leta je bil ustoličen), škofija Buffalo (6. decembra 1915; ustoličen 9. decembra istega leta) in nadškofija Filadelfija (1. maj 1918; ustoličen 10. julija istega leta).
7. marca 1921 je bil povzdignjen v kardinala in imenovan za kardinal-duhovnika Ss. Nereo ed Achilleo.